# Gora Geofizikov
Gora Geofizikov (englische Transkription von russisch Гора Геофизиков Gora Geofisikow, deutsch ‚Geophysikerberg‘) ist ein Nunatak im ostantarktischen Königin-Maud-Land. Er ragt südöstlich des Gavlpiggen auf.
Russische Wissenschaftler benannten ihn.